# 6 messidor
6 prairial 6 thermidor
Le sextidi 6 messidor, officiellement dénommé jour du romarin, est le 276e jour de l'année du calendrier républicain.
C'était généralement le 24e jour du mois de juin dans le calendrier grégorien.